# Hugo Gutiérrez (futbolista)
Hugo Ezequiel Gutiérrez (Rosario, Argentina, 16 de diciembre de 1991) es un futbolista argentino. Juega de delantero y su equipo actual es Club Atlético Mitre (Salta) del Torneo Federal B.

## Clubes
| Club                                  | País      | Año           |
| ------------------------------------- | --------- | ------------- |
| Deportes Concepción                   | Chile     | 2010-2011     |
| Coquimbo Unido                        | Chile     | 2011          |
| Huracán De Bustinza                   | Argentina | 2012          |
| Club Deportivo Guaraní Antonio Franco | Argentina | 2012-2013     |
| Club Atlético Almafuerte              | Argentina | 2013          |
| Puerto San Martín                     | Argentina | 2014          |
| Club Atlético Mitre (Salta)           | Argentina | 2014-presente |

## Palmarés

### Distinciones individuales
| Distinción                            | Año  |
| ------------------------------------- | ---- |
| Máximo Goleador Fútbol Joven de Chile | 2010 |